# پشت‌الماسی‌نمایان
پشت‌الماسی‌نمایان (نام علمی: Acrolepiidae) نام یک تیره از بالاخانواده پنهان‌خواران است.